# Edward Tyrrel Channing
Edward Tyrrel Channing (Newport, 12 de diciembre de 1790-Cambridge, 8 de febrero de 1856) fue un retórico estadounidense. Se desempeñó como profesor en Harvard College.

## Biografía
Channing nació en Newport, Rhode Island, siendo hijo de William y Lucy (Ellery) Channing, hermano de William Ellery Channing y Walter Channing. En 1807 se graduó de la Universidad de Harvard, y comenzó a ejercer la abogacía en Boston, pero dedicó su atención principalmente a la literatura. De 1818 a 1819 fue el segundo editor de la North American Review después de William Tudor (1779-1830), y siguió siendo un colaborador habitual durante gran parte de su vida.
Entre 1819 y 1850 enseñó en Harvard como profesor Boylston de retórica y oratoria, cargo que ocupó John Quincy Adams. Entre sus estudiantes se encontraban los destacados autores y oradores Ralph Waldo Emerson, Thomas Wentworth Higginson, Oliver Wendell Holmes Sr., James Russell Lowell, Charles Eliot Norton, Wendell Phillips y Henry David Thoreau. Fue elegido miembro de la Academia Estadounidense de Artes y Ciencias en 1823.
Se casó con Henrietta Ellery en 1826 y falleció en Cambridge. En 1856 se publicó un volumen conmemorativo de sus conferencias con memorias de su primo, Richard Henry Dana Jr.

## Publicaciones seleccionadas
- An oration, delivered July 4, 1817, at the request of the selectmen of the town of Boston, in commemoration of the anniversary of American independence, Boston: impreso por Joseph T. Buckingham, Congress-Street, 1817.
- Lives of William Pinkney, William Ellery, and Cotton Mather, Boston : Hilliard, gris; Londres : RJ Kennett, 1836.
- Lectures on Rhetoric and Oratory, Boston : Ticknor y campos, 1856.
- "Life of William Ellery", en The Library of American Biography, editado por Jared Sparks, vol. 6 Nueva York: Harper & Brothers, 1848. 89–159.
- Lectures Read to the Seniors in Harvard College, Boston, 1856. Facsimile ed., introd. Charlotte Downey, 1997, Scholars' Facsimiles & Reprints, ISBN 978-0-8201-1502-3.